# Улица Панте Срећковића (Београд)
| Улица Панте Срећковићa | Улица Панте Срећковићa |
| ---------------------- | ---------------------- |
|                        |                        |
| Општина                | Звездара               |
| Почетак                | Северни булевар        |
| Крај                   | Љубице Луковић         |
| Дужина                 | 600 m                  |
| Ширина                 | 20 m                   |
| Створена               | 1940.                  |
| Названа                | 1940.                  |
|                        |                        |
|                        |                        |
| Улица Панте Срећковићa |                        |

Улица Панте Срећковића се налази на Општини Звездара, у близини Новог гробља. Протеже се од Северног булевара бр.10 поред улице Вељка Дугошевића и  Љубице Луковића, у дужини од 600м.

## Име улице
Улица је добила назив по првом професору историје српског народа Пантелији Панти Срећковићу. Од  1940. године носи тај назив.

### Пантелија Панта Срећковић
Панта Срећковић је постављен за професора опште историје 1859. године, а када је Лицеј организовао Велику школу, неуморно настоји да издвоји историју српског народа од опште историје.Био је потпредседник Народне скупштине, посланик, српски академик од 1886, професор и ректор Велике школе, пиротски окружни начелник 1878. Био је веома активан у „Македонском одбору“ и у „Друштву Светог Саве“.

## Значајни објекти у улици
- Панте Срећковића бр. 2, Висока школа ликовних и примењених уметности струковних студија[5]
- Панте Срећковића бр. 10, Дечји вртић „Зора“[5]
- Панте Срећковића бр. 18, Ресторан Нова Тиха ноћ[5]
- Панте Срећковића бр. 29, Ресторан Пахуљица[5]

## Значајни објекти у околини
- Институт Михајло Пупин
- Научно-технолошки парк
- Студентски дом „Слободан Пенезић Крцун“